# الاتحاد الإثيوبي لكرة القدم
تأسس الاتحاد الأثيوبي لكرة القدم (بالأمهرية: የኢትዮጵያ እግር ኳስ ፌዴሬሽን)‏ في عام 1943 وانضم إلى الاتحاد الدولي لكرة القدم في 1953 وإنضم إلى الاتحاد الأفريقي لكرة القدم في 1957.